# Aumetz
Aumetz (fràncic lorenès Aalmet) és un municipi francès situat al departament del Mosel·la i a la regió del Gran Est. L'any 2007 tenia 2.252 habitants.

## Demografia

### Població
El 2007 la població de fet d'Aumetz era de 2.252 persones. Hi havia 946 famílies, de les quals 300 eren unipersonals (135 homes vivint sols i 165 dones vivint soles), 241 parelles sense fills, 298 parelles amb fills i 107 famílies monoparentals amb fills.
La població ha evolucionat segons el següent gràfic:
Habitants censats

### Habitatges
El 2007 hi havia 1.032 habitatges, 965 eren l'habitatge principal de la família, 2 eren segones residències i 65 estaven desocupats. 667 eren cases i 363 eren apartaments. Dels 965 habitatges principals, 629 estaven ocupats pels seus propietaris, 300 estaven llogats i ocupats pels llogaters i 35 estaven cedits a títol gratuït; 12 tenien una cambra, 62 en tenien dues, 191 en tenien tres, 264 en tenien quatre i 436 en tenien cinc o més. 714 habitatges disposaven pel capbaix d'una plaça de pàrquing. A 463 habitatges hi havia un automòbil i a 351 n'hi havia dos o més.

### Piràmide de població
La piràmide de població per edats i sexe el 2009 era:
| Homes | Edats   | Dones |
| ----- | ------- | ----- |
| 0     | 95 o +  | 4     |
| 0     | 90 a 94 | 8     |
| 4     | 85 a 89 | 12    |
| 4     | 80 a 84 | 12    |
| 16    | 75 a 79 | 48    |
| 64    | 70 a 74 | 84    |
| 68    | 65 a 69 | 68    |
| 56    | 60 a 64 | 60    |
| 28    | 55 a 59 | 28    |
| 108   | 50 a 54 | 72    |
| 76    | 45 a 49 | 112   |
| 68    | 40 a 44 | 108   |
| 72    | 35 a 39 | 56    |
| 80    | 30 a 34 | 60    |
| 88    | 25 a 29 | 72    |
| 84    | 20 a 24 | 64    |
| 80    | 15 a 19 | 92    |
| 76    | 10 a 14 | 76    |
| 56    | 5 a 9   | 56    |
| 40    | 0 a 4   | 32    |

## Economia
El 2007 la població en edat de treballar era de 1.469 persones, 1.072 eren actives i 397 eren inactives. De les 1.072 persones actives 947 estaven ocupades (541 homes i 406 dones) i 125 estaven aturades (61 homes i 64 dones). De les 397 persones inactives 95 estaven jubilades, 120 estaven estudiant i 182 estaven classificades com a «altres inactius».

### Ingressos
El 2009 a Aumetz hi havia 928 unitats fiscals que integraven 2.155 persones, la mediana anual d'ingressos fiscals per persona era de 16.748 €.

### Activitats econòmiques
Dels 87 establiments que hi havia el 2007, 1 era d'una empresa extractiva, 3 d'empreses alimentàries, 13 d'empreses de construcció, 20 d'empreses de comerç i reparació d'automòbils, 2 d'empreses de transport, 5 d'empreses d'hostatgeria i restauració, 1 d'una empresa d'informació i comunicació, 7 d'empreses financeres, 5 d'empreses immobiliàries, 5 d'empreses de serveis, 15 d'entitats de l'administració pública i 10 d'empreses classificades com a «altres activitats de serveis».
Dels 28 establiments de servei als particulars que hi havia el 2009, 1 era una gendarmeria, 1 oficina de correu, 2 oficines bancàries, 1 autoescola, 1 paleta, 3 guixaires pintors, 1 fusteria, 4 lampisteries, 3 empreses de construcció, 5 perruqueries, 2 restaurants, 2 agències immobiliàries i 2 tintoreries.
Dels 15 establiments comercials que hi havia el 2009, 1 era un hipermercat, 1 un supermercat, 2 botiges de menys de 120 m², 2 fleques, 1 una peixateria, 1 una botiga de roba, 1 una botiga d'equipament de la llar, 1 una sabateria, 1 una botiga d'electrodomèstics, 2 drogueries, 1 un drogueria i 1 una joieria.
L'any 2000 a Aumetz hi havia 10 explotacions agrícoles que ocupaven un total de 1.044 hectàrees.

## Equipaments sanitaris i escolars
El 2009 hi havia 1 centre de salut, 1 farmàcia i 1 ambulància.
El 2009 hi havia 1 escola maternal i 1 escola elemental. Aumetz disposava d'un col·legi d'educació secundària amb 291 alumnes.

## Poblacions més properes
El següent diagrama mostra les poblacions més properes.